# Tour de Luxembourg
Tour de Luxembourg, Luxemburg runt, är ett årligt etapplopp i landsvägscykling avhållet i Luxemburg sedan 1935. Loppet sponsras sedan 2005 av Škoda. Det ingick i UCI Europe Tour från starten av denna 2005 (klassificerat som 2.HC) och flyttades sedan till UCI ProSeries när denna i sin tur bildades 2020.
På grund av andra världskriget hölls inga tävlingar alls 1940 och 1944 och under den tyska ockupationen av Luxemburg kördes loppet Rund um Luxemburg i "dess ställe" 1941 till 1943 av det nazistkontrollerade "Verband der Luxemburger Radfahrer-Vereine".

## Podieplaceringar
| År   | Vinnare               | Tvåa                     | Trea                    |
| ---- | --------------------- | ------------------------ | ----------------------- |
| 1935 | Mathias Clemens       | Julien Hamelryckx        | Jean Oeyen              |
| 1936 | Mathias Clemens       | Pierre Clemens           | Julien Hamelryckx       |
| 1937 | Mathias Clemens       | Pierre Clemens           | Camille Michielsen      |
| 1938 | Lucien Vlaemynck      | Adolf Braeckeveldt       | Hubert Deltour          |
| 1939 | Mathias Clemens       | Lucien Vlaemynck         | Fernand Mithouard       |
| 1941 | Christophe Didier     | Erich Bautz              | Richard Menapace        |
| 1942 | François Neuens       | Christophe Didier        | Mathias Clemens         |
| 1943 | François Neuens       | Mathias Clemens          | Pierre Clemens          |
| 1945 | Jean Goldschmit       | Bim Diederich            | Marcel Poiré            |
| 1946 | Briek Schotte         | Bim Diederich            | Norbert Callens         |
| 1947 | Mathias Clemens       | Bim Diederich            | Jeng Kirchen            |
| 1948 | Jean Goldschmit       | Guy Lapébie              | Richard Depoorter       |
| 1949 | Bim Diederich         | Nello Sforacchi          | Marcel Ernzer           |
| 1950 | Isidoor De Ryck       | Bim Diederich            | Jeng Kirchen            |
| 1951 | Marcel Ernzer         | Bim Diederich            | Georges Jobé            |
| 1952 | Jeng Kirchen          | Jean Goldschmit          | Robert Vanderstockt     |
| 1953 | Robert Vanderstockt   | Alex Close               | Charly Gaul             |
| 1954 | Jempy Schmitz         | Charly Gaul              | Marcel Ernzer           |
| 1955 | Louison Bobet         | Marcel Ernzer            | Charly Gaul             |
| 1956 | Charly Gaul           | René Remangeon           | Jean Forestier          |
| 1957 | Gérard Saint          | Raymond Elena            | Elio Gerussi            |
| 1958 | Jempy Schmitz         | Jean-Claude Annaert      | Piet de Jongh           |
| 1959 | Charly Gaul           | Aldo Bolzan              | Pino Cerami             |
| 1960 | Marcel Ernzer         | Aldo Bolzan              | Giuseppe Pintarelli     |
| 1961 | Charly Gaul           | Marcel Ernzer            | Aldo Bolzan             |
| 1962 | Jef Planckaert        | Willy Schroeders         | Frans De Mulder         |
| 1963 | Yvo Molenaers         | Jo de Roo                | Martin van der Borgh    |
| 1964 | Arie den Hartog       | Bas Maliepaard           | Hans Junkermann         |
| 1965 | Vin Denson            | Jean-Claude Lebaube      | Arie den Hartog         |
| 1966 | Edy Schütz            | Armand Desmet            | Willy Planckaert        |
| 1967 | Frans Brands          | Bernard Van De Kerckhove | Raymond Delisle         |
| 1968 | Edy Schütz            | Cees Haast               | Franco Bodrero          |
| 1969 | Davide Boifava        | Rini Wagtmans            | Arie den Hartog         |
| 1970 | Edy Schütz            | Georges Pintens          | René Pijnen             |
| 1971 | André Dierickx        | Ferdinand Bracke         | Leif Mortensen          |
| 1972 | Roger Rosiers         | Paul Aerts               | Barry Hoban             |
| 1973 | Sylvain Vasseur       | Willy Planckaert         | Jean-Pierre Guitard     |
| 1974 | Freddy Maertens       | Frans Verbeeck           | Herman Vanspringel      |
| 1975 | Frans Verbeeck        | Willy Teirlinck          | Herman Vanspringel      |
| 1976 | Frans Verbeeck        | Jos Jacobs               | Gerrie Knetemann        |
| 1977 | Bert Pronk            | Gerrie Knetemann         | Willi Lienhard          |
| 1978 | Ludo Peeters          | Wilfried Wesemael        | Gerben Karstens         |
| 1979 | Lucien Didier         | Bernard Hinault          | Bert Oosterbosch        |
| 1980 | Bert Oosterbosch      | Leo van Vliet            | Daniel Gisiger          |
| 1981 | Jurij Barinov         | Igor Bokov               | Riho Suun               |
| 1982 | Bernard Hinault       | Hennie Kuiper            | Igor Bokov              |
| 1983 | Lucien Didier         | Charly Mottet            | Kim Andersen            |
| 1984 | Christophe Lavainne   | William Tackaert         | Rudy Dhaenens           |
| 1985 | Jelle Nijdam          | William Tackaert         | Louis Luyten            |
| 1986 | Steven Rooks          | Søren Lilholt            | Harald Maier            |
| 1987 | Søren Lilholt         | Laurent Fignon           | Benjamin Van Itterbeeck |
| 1988 | Richard Trinkler      | Jaanus Kuum              | Jacques Decrion         |
| 1989 | Michel Cornelisse     | Darius Kaiser            | Eddy Schurer            |
| 1990 | Christophe Lavainne   | Erich Mächler            | Max Sciandri            |
| 1991 | Gert-Jan Theunisse    | Frans Maassen            | Adri van der Poel       |
| 1992 | Jean-Philippe Dojwa   | John van den Akker       | Ron Kiefel              |
| 1993 | Max Sciandri          | Maarten den Bakker       | Johan Museeuw           |
| 1994 | Frans Maassen         | George Hincapie          | Melcior Mauri           |
| 1995 | Rolf Järmann          | Emmanuel Magnien         | Gianluca Bortolami      |
| 1996 | Alberto Elli          | Laurent Desbiens         | Erik Breukink           |
| 1997 | Frank Vandenbroucke   | Alberto Elli             | Erik Breukink           |
| 1998 | Lance Armstrong       | Erik Dekker              | Dirk Müller             |
| 1999 | Marc Wauters          | Steffen Kjærgaard        | Tobias Steinhauser      |
| 2000 | Alberto Elli          | Benoît Joachim           | Nicola Loda             |
| 2001 | Jørgen Bo Petersen    | Raivis Belohvoščiks      | Fred Rodriguez          |
| 2002 | Marcus Ljungqvist     | Bart Voskamp             | Ondřej Sosenka          |
| 2003 | Thomas Voeckler       | Piotr Wadecki            | David Cañada            |
| 2004 | Maxime Monfort        | Torsten Hiekmann         | Jörg Jaksche            |
| 2005 | László Bodrogi        | Fabian Cancellara        | Jukka Vastaranta        |
| 2006 | Christian Vande Velde | Tomasz Brożyna           | Allan Johansen          |
| 2007 | Grégory Rast          | Laurent Brochard         | Tiziano Dall'Antonia    |
| 2008 | Joost Posthuma        | Michael Albasini         | Fränk Schleck           |
| 2009 | Fränk Schleck         | Andreas Klöden           | Marco Marcato           |
| 2010 | Matteo Carrara        | Fränk Schleck            | Lance Armstrong         |
| 2011 | Linus Gerdemann       | Alexandre Geniez         | Tony Gallopin           |
| 2012 | Jakob Fuglsang        | Wout Poels               | Fränk Schleck           |
| 2013 | Paul Martens          | Jonathan Hivert          | Jan Bakelants           |
| 2014 | Matti Breschel        | Jempy Drucker            | Michael Mørkøv          |
| 2015 | Linus Gerdemann       | Marc de Maar             | Huub Duyn               |
| 2016 | Maurits Lammertink    | Philippe Gilbert         | Alex Kirsch             |
| 2017 | Greg Van Avermaet     | Xandro Meurisse          | Anthony Perez           |
| 2018 | Andrea Pasqualon      | Jan Tratnik              | Pit Leyder              |
| 2019 | Jesús Herrada         | Maurits Lammertink       | Andrea Pasqualon        |
| 2020 | Diego Ulissi          | Markus Hoelgaard         | Aimé De Gendt           |
| 2021 | João Almeida          | Marc Hirschi             | Mattia Cattaneo         |
| 2022 | Mattias Skjelmose     | Kévin Vauquelin          | Valentin Madouas        |
| 2023 | Marc Hirschi          | Brandon McNulty          | Ben Healy               |
| 2024 | Antonio Tiberi        | Mathieu van der Poel     | David Gaudu             |